# Рух п'яти зірок
«Рух п'яти зірок» (італ. Movimento 5 Stelle італійська вимова: [moviˈmento ˈtʃiŋkwe ˈstelle], M5S — мовіменто чінкве стелле) — італійська політична партія, заснована популярним коміком Беппе Ґрілло і підприємцем Джанроберто Касаледжіо 4 жовтня 2009. Для партії характерні популізм, енвайронменталізм, і частково євроскептицизм. Партія також підтримує пряму демократію та загальний вільний доступ в Інтернет як одне з фундаментальних прав людини, засуджує корупцію.
Партія швидко стала популярною досягла серйозних успіхів у політичній боротьбі. Третє місце з понад 25% підтримки на парламентських виборах в лютому 2013 року стали головною сенсацією цих виборів.
Бере участь у регіональних виборах з 2008 року, перший номер списку виборів на Сицилії обрана до Європарламенту від Італії Цінностей 2009 року.

## Історія
Партія бере участь у регіональних виборах з 2008 року, перший номер списку виборів на Сицилії обрано до Європарламенту від Італії Цінностей у 2009 році.
У травні 2012 року партія успішно виступила на місцевих виборах: її кандидат вперше був обраний мером (Сарего, провінція Віченца), а в Комаккьо (провінція Феррара) Рух п'яти зірок виявився найпопулярнішою політичною силою.
Партія швидко стала популярною і досягла серйозних успіхів у політичній боротьбі. Третє місце з більш ніж 25 % підтримки на парламентських виборах у лютому 2013 року стали головною сенсацією цих виборів (рух отримав 108 місць у Палаті депутатів із 630 і 54 з 315 — у Сенаті), першим головою фракції в Сенаті став Віто Кримі, у Палаті депутатів — Роберта Ломбарді. До грудня 2014 року через політичні протиріччя, що виникли всередині руху, його фракції в палатах парламенту залишили 9 депутатів і 17 сенаторів.
Влітку 2013 року 3 сенатори з фракції Руху вийшли з фракції та заснували Народну групу дій.
Восени 2015 року італійська делегація парламентаріїв у складі представників «Руху п'яти зірок» та «Ліги Півночі» збиралася відвідати з візитом окупований Крим.
До листопада 2015 року Рух п'яти зірок став сприйматися політичними аналітиками як реальна альтернатива правлячій Демократичній партії.  Згідно з опитуваннями громадської думки, розрив між ними скоротився до мінімуму: 31,6 % у демократів і 27,4 % у Руху. З іншого боку, якщо в березні 2013 року 77 % прихильників партії підтримували Беппе Ґрілло як лідера, то на цей момент його в основному сприймали як символ, а лідером, здатним привести партію до перемоги на виборах, вважали насамперед Луїджі Ді Майо. Ця зміна знаменна також і в іншому відношенні — в 2013 році виборці Ґрилло, на відміну від 2015 року, зовсім не вважали за необхідне прихід їхнього лідера в палаццо Кіджі і цінували його за виклик, кинутий традиційним політикам.
Серед депутатів парламенту Італії є колишні члени різних партій (зокрема і Пролетарської демократії та Італії Цінностей)
У місцевих та регіональних та загальнонаціональних виборах практично завжди брала участь одним списком до 2019 року.
На виборах в Умбрії список партії входив до коаліції, утвореної Демократичною партією, а на виборах в Калабрії, очолювану рухом коаліції, увійшов також список Цивільної Калабрії.

## Ідеологія
M5S був задуманий як постідеологічний рух, в контексті постмодерної політики, і був описаний як антиістеблішментський, енвайронменталистський, та популістський.
З 2014 по 2019 M5S також підтримував деяку політику правих, особливо щодо імміграції, і була описана як нова права або права партія, або порівнювалася з післявоєнним популізмом Фронту простої людини Гульєльмо Джанніні. Крім того, її по-різному описували як антиглобалістську, антиіммігрантську, всеосяжну, євроскептичну, та проросійську. Її члени наголошують, що M5S — це не партія, а рух, а п’ять зірок у назві та логотипі є посиланням на п’ять ключових питань для партії, серед яких загальне благо, цілісна екологія, соціальна справедливість, технологічні інновації та зелена економіка. M5S просуває електронну демократію, пряму демократію, принцип «політики нульових витрат», антизростання, та ненасильство. Сам Ґрілло одного разу провокативно назвав цей рух популістським.

## Партії, що відкололися
- Італія Робота в процесі (2014 — 2015)
- X Рух (з 2014)
- Безкоштовна альтернатива (2015 — 2019)
- Італія в муніципалітеті (з 2018)
- Італекзит (з 2020)
- Альтернатива (з 2021)
- Разом заради майбутнього (з 2022)
- Громадянська відданість (з 2022)

## Результати виборів
| Палата депутатів Італії |                        |       |                     |       |                |
| Рік виборів             | Голосів                | %     | Кількість депутатів | +/–   | Лідер          |
| 2013                    | 8 691 406 (2-е місце)  | 25,06 | 109 / 630           | ▲ 109 | Беппе Ґрілло   |
| 2018                    | 10 732 066 (1-е місце) | 32,07 | 227 / 630           | ▲ 119 | Луїджі Ді Майо |
| 2022                    | 4,333,972 (3-е місце)  | 16,1  | 52 / 400            | ▼ 175 | Джузеппе Конте |

| Сенат Італії |                       |       |                     |      |                |
| Рік виборів  | Голосів               | %     | Кількість депутатів | +/–  | Лідер          |
| 2013         | 7 285 648 (2-е місце) | 23,08 | 54 / 315            | ▲ 54 | Беппе Ґрілло   |
| 2018         | 9 733 928 (1-е місце) | 32,01 | 112 / 315           | ▲ 58 | Луїджі Ді Майо |
| 2022         | —                     | —     | 0 / 400             |      | Джузеппе Конте |

## Логотипи

2009–2015
2015–2018
2018–2021
2021–по теперішній час

## Лідери партії
| Ім'я                                              | Ім'я             | Ім'я                       | Початок терміну  | Кінець терміну   |                  |
| Президент партії                                  | Президент партії | Президент партії           | Президент партії | Президент партії | Президент партії |
| ------------------------------------------------- | ---------------- | -------------------------- | ---------------- | ---------------- | ---------------- |
| 1                                                 |                  | Беппе Ґрілло (нар. 1948)   | 4 жовтня 2009    | 23 вересня 2017  |                  |
| Політичний лідер                                  |                  |                            |                  |                  |                  |
| 2                                                 |                  | Луїджі Ді Майо (нар. 1986) | 23 вересня 2017  | 22 січня 2020    |                  |
| Тимчасово виконуючий обов'язки політичного лідера |                  |                            |                  |                  |                  |
| –                                                 |                  | Віто Кримі (нар. 1972)     | 22 січня 2020    | 6 серпня 2021    |                  |
| Президент                                         |                  |                            |                  |                  |                  |
| 3                                                 |                  | Джузеппе Конте (нар. 1964) | 6 серпня 2021    | Діючий           |                  |

## Фракція
Улітку 2013 3 сенатора з фракції 5 зірок вийшли з фракції та заснували Народну групу дій.

## Цікаві факти
У лютому 2013 року, у зв'язку з парламентськими виборами в Італії, відомий співак та актор Адріано Челентано написав пісню «Ti fai del male», щоб підтримати «Рух п'яти зірок». Пісня є зверненням до населення, проти байдужості до виборів, з головним гаслом: «Якщо ти не голосуєш — ти шкодиш собі».